# Phyllis Coates
Phyllis Coates, nata Gypsie Ann Evarts Stell (Wichita Falls, 15 gennaio 1927 – Los Angeles, 11 ottobre 2023), è stata un'attrice statunitense.

## Vita privata
Fu sposata per quattro volte: dal 1948 al 1949 con il regista Richard L. Bare, dal 1950 al 1953 con il pianista Robert Nelms, dal 1955 con il regista Norman Tokar e dal 1962 al 1986 col dottor Howard Press. Ebbe tre figli, rispettivamente da Nelms, Tokar e Press.

## Filmografia parziale

### Cinema
- Blues Busters, regia di William Beaudine (1950)
- Man from Sonora, regia di Lewis D. Collins (1951)
- Canyon Raiders, regia di Lewis D. Collins (1951)
- Nevada Badmen, regia di Lewis D. Collins (1951)
- Oklahoma Justice, regia di Lewis D. Collins (1951)
- Superman and the Mole-Men, regia di Lee Sholem (1951)
- I violenti dell'Oregon (The Longhorn), regia di Lewis D. Collins (1951)
- Stage to Blue River, regia di Lewis D. Collins (1951)
- The Gunman, regia di Lewis D. Collins (1952)
- Fargo - La valle dei desperados (Fargo), regia di Lewis D. Collins (1952)
- Canyon Ambush, regia di Lewis D. Collins (1952)
- Flat Top, regia di Lesley Selander (1952)
- Wyoming Roundup, regia di Thomas Carr (1952)
- Invasione USA (Invasion, U.S.A.), regia di Alfred E. Green (1952)
- The Maverick, regia di Thomas Carr (1952)
- Marshal of Cedar Rock, regia di Harry Keller (1953)
- Topeka, regia di Thomas Carr (1953)
- El Paso Stampede, regia di Harry Keller (1953)
- Panther Girl of the Kongo, regia di Franklin Adreon (1955)
- Girls in Prison, regia di Edward L. Cahn (1956)
- La strage di Frankenstein (I was a Teenage Frankenstein), regia di Herbert L. Strock (1957)
- La freccia di fuoco (Blood Arrow), regia di Charles Marquis Warren (1958)
- Cord il bandito (Cattle Empire), regia di Charles Marquis Warren (1958)
- The Incredible Petrified World, regia di Jerry Warren (1959)
- A.A.A. ragazza affittasi per fare bambino (The Baby Maker), regia di James Bridges (1970)
- Buonanotte, dolce Marilyn (Goodnight, Sweet Marilyn), regia di Larry Buchanan (1989)

### Televisione
- Faraway Hill – serie TV, 5 episodi (1946)
- Cisco Kid (The Cisco Kid) – serie TV, 4 episodi (1950-1951)
- Adventures of Superman – serie TV, 24 episodi (1952-1953)
- Death Valley Days – serie TV, 7 episodi (1952-1964)
- Gianni e Pinotto (The Abbott and Costello Show) – serie TV, episodio 2x07 (1953)
- Il cavaliere solitario (The Lone Ranger) – serie TV, 3 episodi (1953-1955)
- The Duke – serie TV, 13 episodi (1954)
- General Electric Theater – serie TV, 3 episodi (1954-1958)
- TV Reader's Digest – serie TV, episodi 1x05-2x14 (1955-1956)
- Stage 7 – serie TV, episodi 1x02-1x22 (1955)
- Scienza e fantasia (Science Fiction Theatre) – serie TV, episodio 1x19 (1955)
- Navy Log – serie TV, episodio 1x23 (1956)
- Crossroads – serie TV, episodio 1x34 (1956)
- This Is Alice – serie TV, 39 episodi (1958)
- Perry Mason – serie TV, 3 episodi (1958-1964)
- Gunsmoke – serie TV, 3 episodi (1958-1964)
- Westinghouse Desilu Playhouse – serie TV, episodio 1x10 (1959)
- Gli intoccabili (The Untouchables) – serie TV, 3 episodi (1959-1962)
- June Allyson Show (The DuPont Show with June Allyson) – serie TV, episodio 1x16 (1960)
- The Best of the Post – serie TV, episodio 1x05 (1960)
- Gunslinger – serie TV, episodio 1x10 (1961)
- Sussurri e omicidi (A Whisper Kills) – film TV (1988)
- La signora Lambert è fuggita (Mrs. Lambert Remembers Love) – film TV (1991)